# تيتسو ناجاتا
تيتسو ناجاتا (باليابانية: 永田鉄男) (و. 1952 – م) هو مصور سينمائي من اليابان. ولد في ناكانو، ناغانو.

## وصلات خارجية
- تيتسو ناجاتا على موقع IMDb (الإنجليزية)
- تيتسو ناجاتا على موقع ألو سيني (الفرنسية)
- تيتسو ناجاتا على موقع أول موفي (الإنجليزية)
- تيتسو ناجاتا على موقع قاعدة بيانات الأفلام السويدية (السويدية)
- تيتسو ناجاتا على موقع قاعدة بيانات الفيلم (الإنجليزية)
- تيتسو ناجاتا على موقع كينوبويسك (الروسية)